# Cantonul Dijon-1
Cantonul Dijon-1 este un canton din arondismentul Dijon, departamentul Côte-d'Or, regiunea Burgundia, Franța.

## Comune
| Comune             | Populație (1999) | Cod poștal | Cod INSEE |
| ------------------ | ---------------- | ---------- | --------- |
| Bretigny           | 845              | 21490      | 21107     |
| Brognon            | 246              | 21490      | 21111     |
| Clénay             | 786              | 21490      | 21179     |
| Dijon (1)          | 18 908           | 21000      | 21231     |
| Orgeux             | 436              | 21490      | 21469     |
| Ruffey-lès-Echirey | 1 100            | 21490      | 21535     |
| Saint-Apollinaire  | 5 995            | 21850      | 21540     |
| Saint-Julien       | 1 358            | 21490      | 21555     |
| Varois-et-Chaignot | 1 979            | 21490      | 21657     |